# Абу (гора)
Абу (Деванаґарі माउंट आबू, англ. Mount Abu) — гора в пасмі Араваллі, що у штаті Раджастан на заході Індії.
Абу утворює виразне плато довжиною 22 км і шириною 9 км. Найвищою горою масиву Абу є Гуру-Шинкар, висотою 1722 м н.р.м. Давня назва Абу — Арбудаанчал (англ. Arbudaanchal).
Масив знаходиться в 58 км від міста Паланпур (англ. Palanpur), (Гуджарат).
На масиві гори Абу, неподалік від села Ділвара, знаходиться 5 джайністських святинь, належачих до найстаріших об'єктів джайністської сакральної архітектури. Це: Vimal Vasahi Temple (прибл. 1021), присвячена першому  тіртанкарові, Luna Vasahi (Shri Nemi Nathji Temple; 1230), Pittalhar Temple (XV ст.), Parshvanatha Temple (1458–1459), Mahavir Swami Temple (1582).

## Ресурси Інтернету
- Вікісховище має мультимедійні дані за темою: Абу (гора)